# Schizonycha hauseri
Schizonycha hauseri är en skalbaggsart som beskrevs av Nonfried 1891. Schizonycha hauseri ingår i släktet Schizonycha och familjen Melolonthidae. Inga underarter finns listade i Catalogue of Life.